# Mann von Kreepen

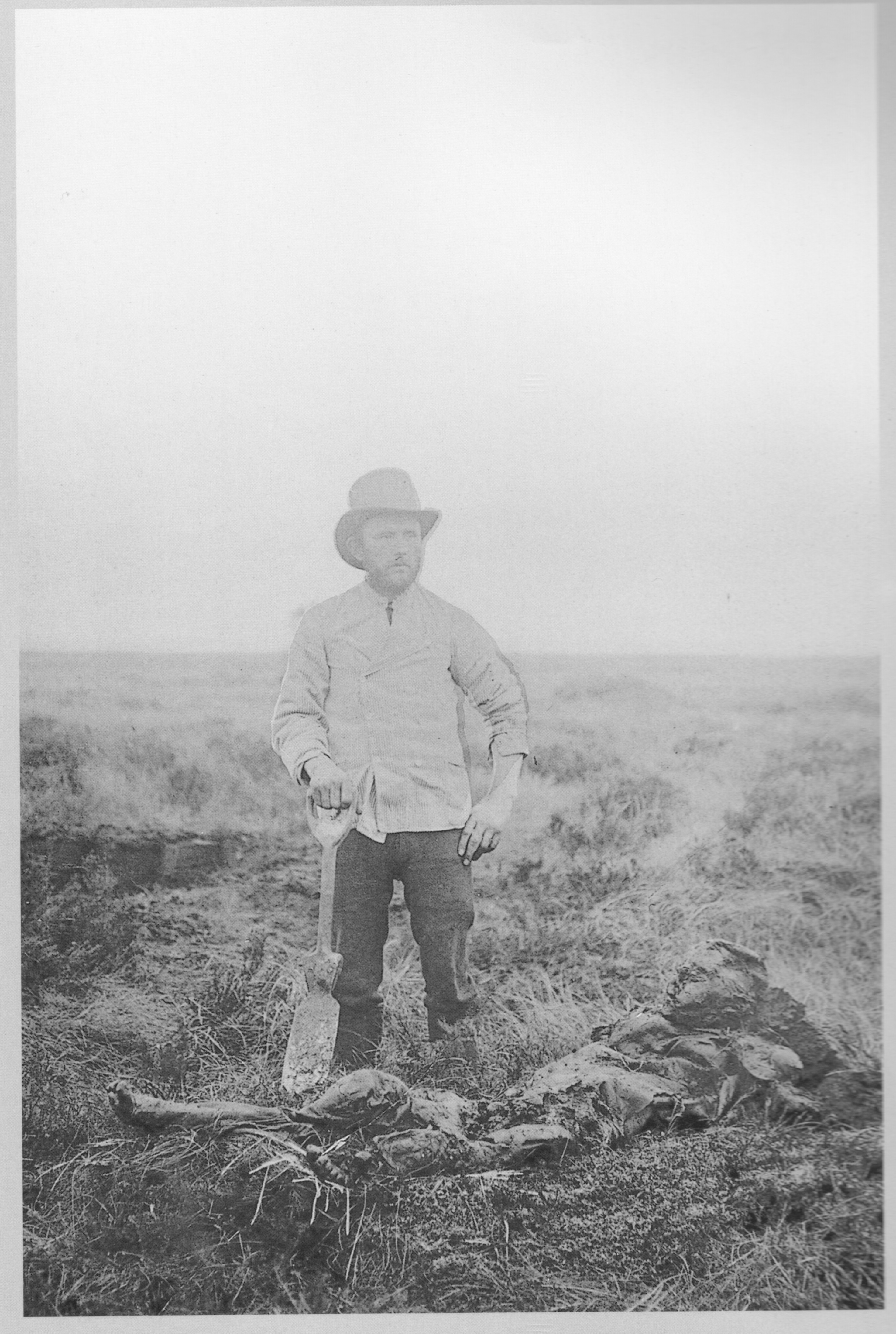
Friedrich Luttmann mit seinem Fund auf einer gestellten Fotografie

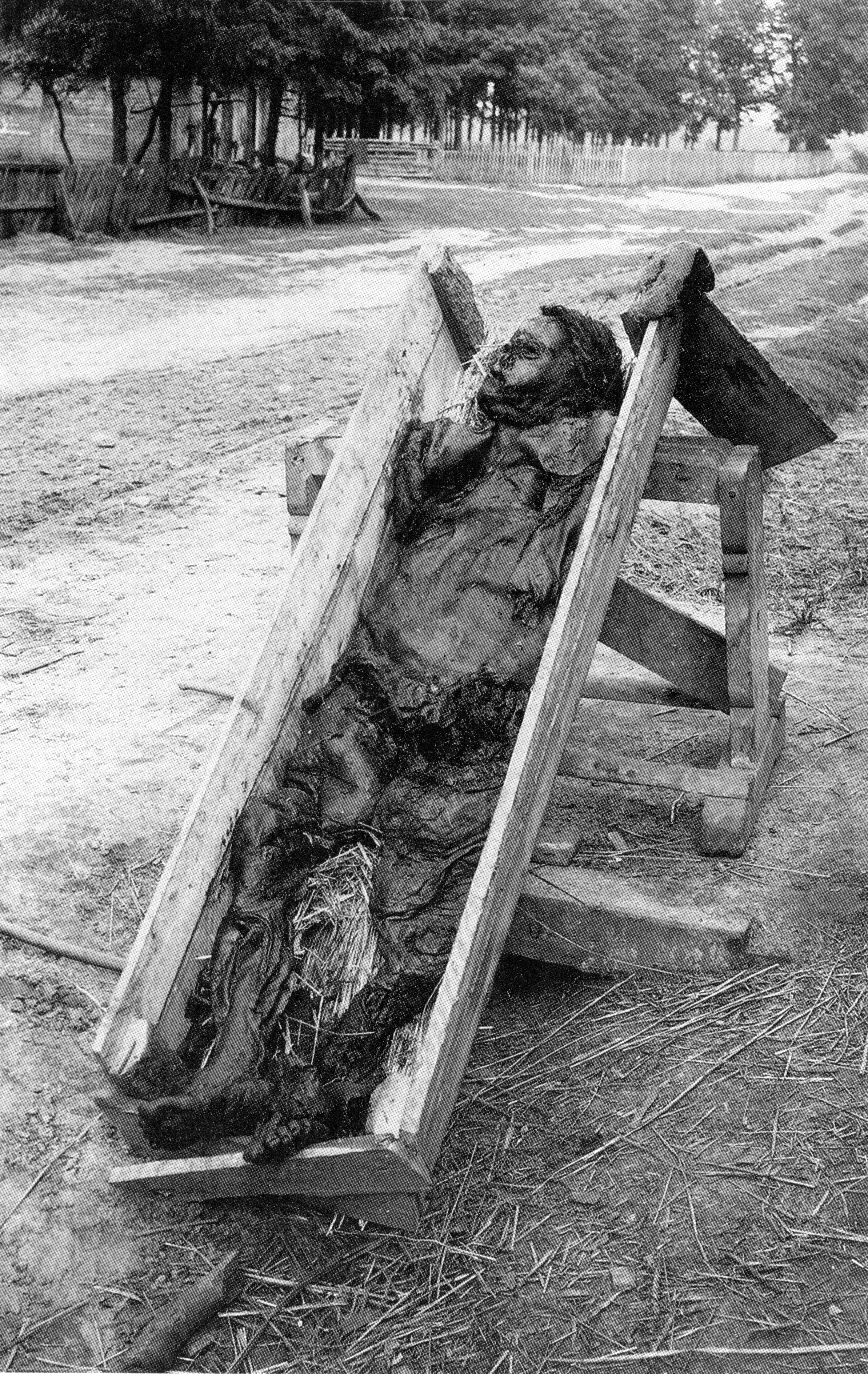
Der Mann von Kreepen in einer vorläufigen Transportkiste

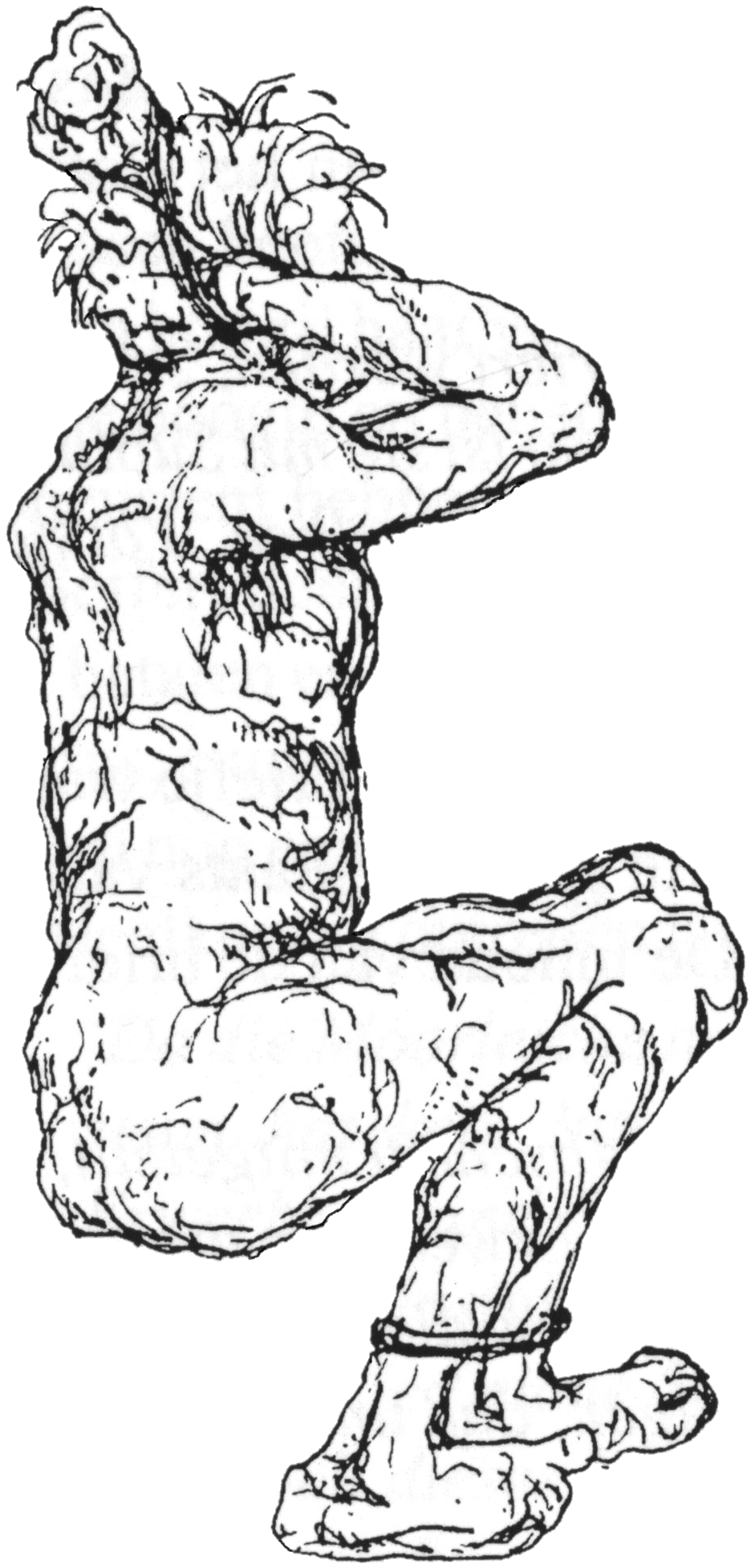
Zeichnerische Rekonstruktion der Fundlage und Fesselungen von Hans Hahne

Der Mann von Kreepen (auch Brammer Mann oder Moorleiche von Brammer) ist eine Moorleiche, die 1903 beim Torfstechen in einem Moor der Lintelner Geest südwestlich von Kreepen im niedersächsischen Landkreis Verden gefunden wurde. Nach der Bergung ging der Fund an das Museum für Völkerkunde nach Berlin, wo er nach Bombenangriffen auf die Stadt während des Zweiten Weltkriegs verloren ging. Ein Haarbüschel der Moorleiche wird im Moor- und Fehnmuseum Elisabethfehn ausgestellt.

## Fund
Die Fundstelle (52° 58′ 3,8″ N, 9° 20′ 28,4″ O) liegt in einem Moor bei Brammer, einem Ortsteil der Gemeinde Kirchlinteln, südlich der Straße Kirchlinteln – Kreepen und gegenüber dem Gehöft des Finders Friedrich Luttmann aus Brammer Nr. 6. Die Moorleiche wurde am 12. Juni 1903 von Friedrich Luttmann gefunden, der mit seiner Familie im Moor Torf stach. Zunächst bemerkte er eine kalkartige Verfärbung im Torf, die er als Reste eines verendeten Schafes deutete, das ein benachbarter Bauer hier verscharrt hätte. Beim Weitergraben stieß Luttmann auf einen menschlichen Fuß. Er legte die Leiche weiter frei und informierte die Polizei. Diese konnte den Leichenfund mit keiner aktuellen Vermisstenmeldung in Verbindung bringen. Der Fund wurde im Beisein eines Staatsanwaltes, der Polizei, des Direktors und eines Oberlehrers des nächstgelegenen Gymnasiums in der sich langsam mit Wasser füllenden Grube begutachtet. Da die örtlichen Bauern mitteilten, dass die Torfgruben sehr schnell vollliefen, wurde die bereits in Teilen aufschwimmende Leiche nach Freigabe durch die Staatsanwaltschaft eiligst aus dem Torf befreit und geborgen. Aus dem Wasser wurden noch weitere Weidenruten und Haare gesammelt.
Der Fund wurde in einer Holzkiste verpackt in der Scheune von Luttmanns Hof gelagert, wo er von zahlreichen Anwohnern besichtigt wurde. Der Verdener Landrat Dr. Seifert sandte eine Fundmeldung, zusammen mit einer Fotografie und einem Kaufangebot an das Berliner Museum für Völkerkunde. Nach der positiven Antwort des Museums für Völkerkunde veranlasste er die umgehende Versendung des Fundes nach Berlin ohne das eigentlich für die Region zuständige Provinzialmuseum in Hannover zu informieren oder eine Einigung beider Museen abzuwarten. Dafür verpackte Luttmann die Leiche in einer größeren Holzkiste, bettete sie in feuchtem Torf ein und versandte sie am 18. Juni 1903 per Bahn nach Berlin mit dem Begleitschreiben:

„An das Museum für Völkerkunde, Berlin
Per Bahn sandte ich Ihnen heute auf Veranlassung des Landratsamts in Verden eine Kiste, enthaltend eine Moorleiche.
Ich ersuche Sie höflichst, mir gefl. sofort nach Besichtigung der Leiche denjenigen Preis mitzuteilen, den Sie mir für die Leiche geben können. Ich behalte mir bis zur erfolgten Zustimmung meinerseits zu diesem Preise das Eigentumsrecht an der Leiche ausdrücklich vor und bestehe solange darauf, daß die Leiche in demselben Zustande bleibt, worin sie sich jetzt befindet […]
Hochachtungsvoll Friedrich Luttmann“

In der Folge kam es zu Differenzen zwischen dem Provinzialmuseum in Hannover, welches sich als eigentlich rechtmäßiger Eigentümer um den Fund geprellt sah, und dem Museum in Berlin. Nach kontroversen Schriftwechseln und Einschaltung höherer Behörden einigten sich beide Häuser schließlich um der weiteren kooperativen Zusammenarbeit willen darauf, dass der Fund weiterhin in Berlin verbleiben dürfe. Dies begründete das Provinzialmuseum unter anderem damit, dass der Fund durch die unprofessionelle Bergung seinen wissenschaftlichen Wert verloren habe. Als die Leiche in Berlin eintraf, war sie bereits stärker geschädigt, so waren die Oberschenkel gebrochen und eine Hand abgerissen, außerdem fehlten jegliche Beigaben und Beifunde. Die bereits von Schimmelpilzen befallene Leiche wurde zunächst mit Formalin und abschließend mit einer Sublimatlösung konserviert. Luttmann erhielt eine Anerkennung von 50 Mark für die Leiche und für die Erstattung seiner Kosten für die Kiste und den Transport nach Berlin von 13,50 Mark. Anschließend wurde der unter der Inventarnummer II 885 geführte Fund in der Dauerausstellung des Berliner Völkerkundemuseums, das bisher noch keine Moorleiche im Bestand hatte, ausgestellt. 1932 versuchte der Verdener Heimatbund vergeblich, den Fund für ein lokales Museum zu erwerben. Während der Luftangriffe auf Berlin im Jahre 1945 ging der Fund verloren.

## Befunde
Laut Polizeiprotokoll lag die Leiche in 75–80 cm Tiefe unterhalb der Mooroberfläche mit dem Gesicht nach unten in nach vorn gebeugter Haltung. Neben ihr lagen drei Steine, die jeweils zwischen 12 und 14 kg wogen, zwei Stäbe aus Eichenholz und Reste mehrerer zusammengedrehter Weidenruten. Der Körper war bei der Bergung flach gedrückt, aber gut erhalten. Er trocknete nach der Entnahme aus dem Moor jedoch schnell aus. Die Haut hatte eine lederartige Konsistenz und war von dunkelbrauner Farbe. Vom Kopf waren Augen, Nase, Mund und Ohren gut erkennbar. Die langen blonden Haare hatten sich vom Kopf gelöst und klebten in den anliegenden Torfschichten. Die Füße waren vollständig erhalten, wogegen Arme und Hände nur noch zerstückelt geborgen werden konnten. Reste von Kleidung wurden nicht beobachtet und konnten auch nach eingehender Untersuchung nicht nachgewiesen werden. Laut widersprüchlichen Aussagen soll bei den Bergungsarbeiten ein eiserner Ring beobachtet worden sein, der gleich wieder weggeworfen wurde oder zerfiel und dessen Bruchstücke nicht wiedergefunden werden konnten.

### Datierung
Entsprechend der früher vorherrschenden wissenschaftlichen Lehrmeinung wurde der Mann von Kreepen in prähistorische Zeit datiert, da davon ausgegangen wurde, dass Moorleichen ein Phänomen der ersten Jahrhunderte vor und nach der Zeitenwende seien. Eine 14C-Datierung zweier Proben aus der im Moor- und Fehnmuseum Elisabethfehn verwahrten Haarsträhne ergab dagegen einen Todeszeitpunkt in den Zeiträumen zwischen 1440 und 1520, sowie 1585 und 1625 nach Chr. Es ist jedoch nicht sicher, ob die Haarsträhne tatsächlich von der Moorleiche von Kreepen stammt, da sie erst 1988 von Alfred Dieck dem Museum übergeben wurde und der genaue Weg der Haarsträhne nicht lückenlos dokumentiert ist.

## Deutung
Die um Hals, Handgelenke und Knöchel der Leiche gewundenen, verdrehten Eichen- und Weiden- oder Birkenzweige wurden von verschiedenen Autoren in der Fachliteratur als Fesselung oder Knebelung gedeutet. An den Füßen sollen Reste eines Knebels gefunden worden sein. Diese Umstände könnten auf eine gewaltsame Tötung des Mannes hindeuten. Die nicht fachkundige Bergung und nicht genau beobachtete Fundzusammenhänge vor Ort erschweren Aussagen zu der Niederlegung des Mannes im Moor. Zudem verhindert der Verlust des Fundes modernere wissenschaftliche Untersuchungen zur Anthropologie und Todesumständen. Die Datierung der Leiche ist mit weiteren Unsicherheiten behaftet, da die Zugehörigkeit des Haarbüschels aus dem Bestand des Moor- und Fehnmuseums Elisabethfehn zu der Moorleiche von Kreepen nur auf einer Aussage Alfred Diecks basiert und sich nicht mehr sicher bestätigen lässt.